# Аояма, Ёсино
Ёсино Аояма (яп. 青山 吉能 Аояма Ёсино, род. 15 мая 1996 года, префектура Кумамото, Япония) — японская сэйю и певица. Бывшая участница идол-группы Wake Up, Girls!, являвшейся частью одноимённой медиафраншизы.

## Биография
Ёсино Аояма родилась 15 мая 1996 года в префектуре Кумамото. В средней школе состояла в клубе хорового пения, где проводила большую часть своего времени. Являлась поклонницей различных серий манг, в частности, Samurai Deeper Kyo. В связи с этими увлечениями Аояма приняла решение начать карьеру актрисы озвучивания (сэйю). Неудачно пройдя несколько открытых прослушиваний, она в конечном итоге получила роль Ёсино Нанасэ, одной из главных героинь медиафраншизы Wake Up, Girls!. В 2013 году была сформирована одноимённая музыкальная идол-группа, в состав которой, помимо Аоямы, вошли сэйю главных героинь медиафраншизы. В 2015 году идол-группа была удостоена специальной премии Seiyu Awards.
Вне Wake Up, Girls! Аояма озвучивала Гури в аниме-сериале Love Tyrant (2017), Макото в Shachibato! President, It’s Time for Battle! (2020) и других персонажей.
В марте 2020 года Аояма взяла перерыв в карьере по состоянию здоровья. Уже в следующем месяце возобновила карьеру.
9 марта 2022 года Аояма дебютировала в качестве сольной исполнительницы с синглом «Page». В этом же году она озвучила Хитори Гото в аниме-сериале Bocchi the Rock!. Во время его трансляции Аояма начала учиться игре на гитаре в рамках проекта «Дорога к гитарной героине», который был вдохновлён её персонажем, и в итоге научилась исполнять открывающую музыкальную тему сериала «Seishun Complex».
8 марта 2023 года был выпущен дебютный альбом Аоямы под названием La Valigia. В этом же месяце она получила роль Гурумин в аниме-сериале «Покемон: Горизонты».

## Избранная фильмография

### Аниме-сериалы
2014
- Wake Up, Girls! — Ёсино Нанасэ[4]

2016
- Scorching Ping Pong Girls — Юра Юраги

2017
- Love Tyrant — Гури[8]
- Restaurant to Another World — Тиана Сильварио XVI

2019
- «Обещанная Страна Грёз» — Алисия, Марк

2020
- Deca-Dence — Линмей[18]
- Maesetsu! — ведущая культурного фестиваля
- Natsunagu! — Идзуми Тиба[19]
- Seton Academy: Join the Pack! — Хлоя Масима[20]
- Shachibato! President, It's Time for Battle! — Макото[9]

2021
- 86: Eighty Six — ученица
- Duel Masters King! — Пёнтики[21]
- Kageki Shojo!! — Акина Хоригути
- PuraOre! Pride of Orange — Мами Оно[22]

2022
- Bocchi the Rock! — Хитори Гото[13]
- Umayuru — Цурумару Цуёси

2023
- Classroom for Heroes — Труа[23]
- «Покемон: Горизонты» — Гурумин[17]/Дот

2024
- Egumi Legacy — Конец Мира[24]
- How I Attended an All-Guy’s Mixer — Хасибами[25]
- Mob kara Hajimaru Tansaku Eiyutan — Айри Дзингудзи[26]
- My Wife Has No Emotion — Акари Косуги[27]
- The Wrong Way to Use Healing Magic — Уруру[28]
- Tokidoki Bosotto Roshia-go de Dereru Tonari no Alya-san — Ноноа Миямаэ[29]
- Viral Hit — Руми Мэгуро[30]
- «Ворон хозяина не выбирает» — Фудзинами[31]

2025
- April Showers Bring May Flowers — Сумирэ Угуисудани[32]
- Dealing with Mikadono Sisters Is a Breeze — Мива Микадоно[33]
- Flower and Asura — Итидзику Минохара[34]
- Food for the Soul — Синон Огава[35]
- New Panty & Stocking with Garterbelt — Оружейная Сучка[36]
- Once Upon a Witch’s Death — Мэг Разберри[37]
- The Dark History of the Reincarnated Villainess — Иана Магнолия[38]
- Utagoe wa Mille-Feuille — Рэйра Тамаки[39]
- «Необъятный океан» (второй сезон) — Наоми Отоя[40]
- «Увидимся завтра на фудкорте» — Ямамото[41]

### Аниме-фильмы
- 2024 — Overlord: Sei Okoku-hen — Нейа Бараха[42]

### ONA
- 2025 — Ugoku! Neko Mukashi Banashi — Кидзитора[43]

### Компьютерные игры
2018
- Tokimeki Idol — Цубаса Аояма[44]

2023
- Blue Archive — Акэсиро Руми
- Ys X: Nordics — Розалинда Лазвели[45]

2024
- Wuthering Waves — Цзиньси[46]

## Дискография

### Синглы
| Название                                                  | Дата выпуска        | Лейбл                 | Номер      | Высшая позиция в чарте Oricon |
| --------------------------------------------------------- | ------------------- | --------------------- | ---------- | ----------------------------- |
| «Wake Up, Girls! Character Song Series: Yoshino Nanase»   | 3 декабря 2014 г.   | DIVE II entertainment | AVCA-74527 | 39                            |
| «Wake Up, Girls! Character Song Series 2: Yoshino Nanase» | 28 сентября 2016 г. | DIVE II entertainment | EYCA-11137 | —                             |
| «Wake Up, Girls! Character Song Series 3: Yoshino Nanase» | 20 декабря 2017 г.  | Avex Pictures         | EYCA-11684 | —                             |

### Альбомы
| Название   | Дата выпуска    | Лейбл            | Номер (тип издания) | Высшая позиция в чарте Oricon |
| ---------- | --------------- | ---------------- | --- | ----------------------------- |
| La Valigia | 8 марта 2023 г. | Imperial Records | TECI-1797 (обычное издание) TEI-280 (Teichiku Online Limited Edition) TEI-286 (Animate Limited Edition) TEI-287 (Gamers Limited Edition) | 25                            |

## Награды и номинации
| Год  | Награда                  | Результат | Категория                                                                        | Работа                          | Прим.  |
| ---- | ------------------------ | --------- | -------------------------------------------------------------------------------- | ------------------------------- | ------ |
| 2015 | Seiyu Awards             | Победа    | Специальная премия (в составе идол-группы Wake Up, Girls!)                       | н/д                             | [ 7 ]  |
| 2023 | Anime Trending Awards    | Победа    | Лучший подбор голосов (вместе с Икуми Хасэгавой, Саку Мидзуно и Саюми Судзусиро) | Bocchi the Rock!                | [ 50 ] |
| 2023 | Reddit Anime Awards      | Победа    | Лучший сэйю (выбор зрителей)                                                     | Хитори Гото из Bocchi the Rock! | [ 51 ] |
| 2024 | Crunchyroll Anime Awards | Номинация | Лучший сэйю                                                                      | Хитори Гото из Bocchi the Rock! | [ 52 ] |
| 2024 | Seiyu Awards             | Победа    | Лучшее исполнение песни (в составе группы Kessoku Band)                          | Bocchi the Rock!                | [ 53 ] |